# Совпли
Со́впли (бел. Соўплі) — деревня в Кобринском районе Брестской области Белоруссии. Входит в состав Городецкого сельсовета.
По данным на 1 января 2016 года население составило 8 человек в 7 домохозяйствах.

## География
Деревня расположена в 36 км к юго-востоку от города Кобрин, 10 км к югу от станции Городец и в 80 км к востоку от Бреста.
На 2012 год площадь населённого пункта составила 0,19 км² (19 га).

## История
Населённый пункт известен с 1563 году как Соболевая Новинка — урочище села Углы. В разное время население составляло:
- 1999 год: 8 хозяйств, 28 человек;
- 2009 год: 13 человек;
- 2016 год[2]: 7 хозяйств, 8 человек;
- 2019 год[1]: 2 человека.